# Doppiaggio di Dead or Alive

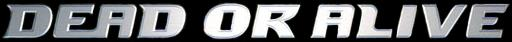
Logo di Dead or Alive dal terzo capitolo.

Questa voce raggruppa tutti i doppiatori dei personaggi della serie di videogiochi Dead or Alive. Tutti i personaggi sono ideati da Tomonobu Itagaki e sviluppati dal Team Ninja.
| Legenda | Personaggi ospiti in almeno un titolo della serie principale Personaggi ospiti in almeno un titolo della serie Xtreme Personaggi non giocabili | Personaggio non presente nel relativo capitolo Doppiatore sconosciuto Doppiatore da definire |

| Personaggio      | Lingua                 | DOA1                    | DOA2                    | DOA3               | DOA4              | DOAD              | DOA5                | DOA6              | DOAX             | DOAX2            | DOAP             | DOAX3            |  |
| ---------------- | ---------------------- | ----------------------- | ----------------------- | ------------------ | ----------------- | ----------------- | ------------------- | ----------------- | ---------------- | ---------------- | ---------------- | ---------------- |  |
| Alpha-152        | Giappone (bandiera)    |                         |                         |                    | Kaori Takeda      | Sakura Tange      |                     |                   |                  |                  |                  |                  |  |
| Alpha-152        | Stati Uniti (bandiera) |                         | Amanda Troop            |                    |                   |                   |                     |                   |                  |                  |                  |                  |  |
| Ayane            | Giappone (bandiera)    | Wakana Yamazaki         | Wakana Yamazaki         | Wakana Yamazaki    | Wakana Yamazaki   | Wakana Yamazaki   | Wakana Yamazaki     | Wakana Yamazaki   | Wakana Yamazaki  | Wakana Yamazaki  | Wakana Yamazaki  | Wakana Yamazaki  |  |
| Ayane            | Stati Uniti (bandiera) |                         |                         |                    |                   | Wendee Lee        | Brittney Lee Harvey | Janice Kawaye     |                  |                  | Janna Levinstein | Janna Levinstein |  |
| Bass             | Giappone (bandiera)    | Daisuke Gōri            | Daisuke Gōri            | Daisuke Gōri       | Daisuke Gōri      | Kenta Miyake      | Kenta Miyake        |                   |                  |                  |                  |                  |  |
| Bass             | Stati Uniti (bandiera) |                         |                         |                    |                   | Joe J. Thomas     |                     |                   |                  |                  |                  |                  |  |
| Bayman           | Giappone (bandiera)    | Hisao Egawa             | Banjō Ginga             | Banjō Ginga        | Banjō Ginga       | Banjō Ginga       | Banjō Ginga         | Banjō Ginga       |                  |                  |                  |                  |  |
| Bayman           | Stati Uniti (bandiera) |                         |                         |                    |                   | Zach Hanks        | Matthew Mercer      | Matthew Mercer    |                  |                  |                  |                  |  |
| Brad Wong        | Giappone (bandiera)    |                         |                         | Yukimasa Kishino   | Yukimasa Kishino  | Unshō Ishizuka    | Unshō Ishizuka      |                   |                  |                  |                  |                  |  |
| Brad Wong        | Stati Uniti (bandiera) |                         |                         | Grant George       | Grant George      |                   |                     |                   |                  |                  |                  |                  |  |
| Christie         | Giappone (bandiera)    |                         |                         | Kotono Mitsuishi   | Kotono Mitsuishi  | Kotono Mitsuishi  | Kotono Mitsuishi    |                   | Kotono Mitsuishi | Kotono Mitsuishi | Kotono Mitsuishi |                  |  |
| Christie         | Stati Uniti (bandiera) |                         |                         | April Stewart      |                   |                   | April Stewart       | April Stewart     |                  |                  |                  |                  |  |
| Diego            | Giappone (bandiera)    |                         |                         |                    |                   |                   |                     | Hiroki Yasumoto   |                  |                  |                  |                  |  |
| Diego            | Stati Uniti (bandiera) | D. C. Douglas           |                         |                    |                   |                   |                     |                   |                  |                  |                  |                  |  |
| Eliot            | Giappone (bandiera)    |                         |                         |                    | Junko Minagawa    | Junko Minagawa    | Junko Minagawa      |                   |                  |                  |                  |                  |  |
| Eliot            | Stati Uniti (bandiera) |                         | Rolland Lopez           |                    |                   |                   |                     |                   |                  |                  |                  |                  |  |
| Gen Fu           | Giappone (bandiera)    | Takeshi Aono            | Takeshi Aono            | Takeshi Aono       | Takeshi Aono      | Chikao Ōtsuka     | Chikao Ōtsuka       |                   |                  |                  |                  |                  |  |
| Gen Fu           | Stati Uniti (bandiera) |                         |                         |                    |                   | Paul Nakauchi     |                     |                   |                  |                  |                  |                  |  |
| Hayate Ein       | Giappone (bandiera)    |                         | Hikaru Midorikawa       | Hikaru Midorikawa  | Hikaru Midorikawa | Hikaru Midorikawa | Hikaru Midorikawa   | Hikaru Midorikawa |                  |                  |                  |                  |  |
| Hayate Ein       | Stati Uniti (bandiera) |                         |                         |                    | Yuri Lowenthal    | Yuri Lowenthal    | Yuri Lowenthal      |                   |                  |                  |                  |                  |  |
| Helena           | Giappone (bandiera)    |                         | Yuka Koyama             | Yuka Koyama        | Yuka Koyama       | Yuka Koyama       | Yuka Koyama         | Yuka Koyama       | Yuka Koyama      | Yuka Koyama      | Yuka Koyama      | Yuka Koyama      |  |
| Helena           | Stati Uniti (bandiera) |                         |                         |                    | Julianne Buescher | Karen Strassman   | Karen Strassman     |                   | Karen Strassman  | Karen Strassman  |                  |                  |  |
| Hitomi           | Giappone (bandiera)    |                         | Yui Horie               | Yui Horie          | Yui Horie         | Yui Horie         | Yui Horie           | Yui Horie         | Yui Horie        | Yui Horie        | Yui Horie        | Yui Horie        |  |
| Hitomi           | Stati Uniti (bandiera) |                         |                         |                    | Eden Riegel       | Eden Riegel       | Eden Riegel         |                   | Hynden Walch     | Hynden Walch     |                  |                  |  |
| Hitomi           | Stati Uniti (bandiera) | Eden Riegel             |                         |                    | Eden Riegel       | Eden Riegel       | Eden Riegel         |                   | Hynden Walch     |                  |                  |                  |  |
| Honoka           | Giappone (bandiera)    |                         |                         |                    |                   |                   | Ai Nonaka           | Ai Nonaka         |                  |                  |                  | Ai Nonaka        |  |
| Honoka           | Stati Uniti (bandiera) | Kira Buckland           | Kira Buckland           |                    |                   |                   |                     |                   |                  |                  |                  |                  |  |
| Jann Lee         | Giappone (bandiera)    | Toshio Furukawa         | Toshio Furukawa         | Toshio Furukawa    | Toshio Furukawa   | Nobutoshi Canna   | Nobutoshi Canna     | Nobutoshi Canna   |                  |                  |                  |                  |  |
| Jann Lee         | Stati Uniti (bandiera) |                         |                         |                    |                   | Darren Criss      | Kaiji Tang          | Kaiji Tang        |                  |                  |                  |                  |  |
| Kasumi           | Giappone (bandiera)    | Sakura Tange            | Sakura Tange            | Hōko Kuwashima     | Hōko Kuwashima    | Hōko Kuwashima    | Hōko Kuwashima      | Hōko Kuwashima    |                  |                  |                  |                  |  |
| Kasumi           | Stati Uniti (bandiera) |                         |                         |                    |                   | Kari Wahlgren     | Lauren Landa        | Lauren Landa      |                  | Kari Wahlgren    | Kari Wahlgren    |                  |  |
| Kasumi α         | Giappone (bandiera)    |                         | Sakura Tange            |                    |                   | Sakura Tange      |                     |                   |                  |                  |                  |                  |  |
| Kasumi α         | Stati Uniti (bandiera) |                         | Kari Wahlgren           |                    |                   |                   |                     |                   |                  |                  |                  |                  |  |
| Kokoro           | Giappone (bandiera)    |                         |                         |                    | Ayako Kawasumi    | Ayako Kawasumi    | Ayako Kawasumi      |                   |                  | Ayako Kawasumi   | Ayako Kawasumi   | Ayako Kawasumi   |  |
| Kokoro           | Stati Uniti (bandiera) |                         | Kathryn Feller          |                    | Kathryn Feller    | Kathryn Feller    |                     |                   |                  |                  |                  |                  |  |
| Leifang          | Giappone (bandiera)    | Yumi Tōma               | Yumi Tōma               | Yumi Tōma          | Yumi Tōma         | Yumi Tōma         | Yumi Tōma           | Yumi Tōma         | Yumi Tōma        | Yumi Tōma        | Yumi Tōma        |                  |  |
| Leifang          | Stati Uniti (bandiera) |                         |                         |                    |                   | Zinnia Su         | Cassandra Morris    | Cassandra Morris  |                  | Zinnia Su        | Zinnia Su        |                  |  |
| Leon             | Giappone (bandiera)    |                         | Kōji Totani             | Kōji Totani        | Kōji Totani       | Jouji Nakata      | Jouji Nakata        |                   |                  |                  |                  |                  |  |
| Leon             | Stati Uniti (bandiera) |                         |                         |                    | Richard Epcar     | Richard Epcar     |                     |                   |                  |                  |                  |                  |  |
| Lisa/La Mariposa | Giappone (bandiera)    |                         |                         |                    | Maaya Sakamoto    | Maaya Sakamoto    | Maaya Sakamoto      |                   | Maaya Sakamoto   | Maaya Sakamoto   | Maaya Sakamoto   |                  |  |
| Lisa/La Mariposa | Stati Uniti (bandiera) |                         | Masasa Moyo             |                    |                   | Masasa Moyo       | Masasa Moyo         |                   |                  |                  |                  |                  |  |
| Marie Rose       | Giappone (bandiera)    |                         |                         |                    |                   |                   | Mai Aizawa          | Mai Aizawa        |                  |                  |                  | Mai Aizawa       |  |
| Marie Rose       | Stati Uniti (bandiera) | Christine Marie Cabanos | Christine Marie Cabanos |                    |                   |                   |                     |                   |                  |                  |                  |                  |  |
| Mila             | Giappone (bandiera)    |                         |                         |                    |                   |                   | Ryōko Shiraishi     |                   |                  |                  |                  |                  |  |
| Mila             | Stati Uniti (bandiera) |                         |                         |                    |                   |                   |                     |                   |                  |                  |                  |                  |  |
| Momiji           | Giappone (bandiera)    |                         |                         |                    |                   |                   | Yūko Minaguchi      |                   |                  |                  |                  | Yūko Minaguchi   |  |
| Momiji           | Stati Uniti (bandiera) | Kate Higgins            | Kate Higgins            |                    |                   |                   |                     |                   |                  |                  |                  |                  |  |
| Nico             | Giappone (bandiera)    |                         |                         |                    |                   |                   |                     | Sumire Uesaka     |                  |                  |                  |                  |  |
| Nico             | Stati Uniti (bandiera) | Faye Mata               |                         |                    |                   |                   |                     |                   |                  |                  |                  |                  |  |
| Nyotengu         | Giappone (bandiera)    |                         |                         |                    |                   |                   | Akemi Satō          | Akemi Satō        |                  |                  |                  | Akemi Satō       |  |
| Nyotengu         | Stati Uniti (bandiera) | Brina Palencia          | Brina Palencia          |                    |                   |                   |                     |                   |                  |                  |                  |                  |  |
| Omega            | Giappone (bandiera)    |                         |                         | Osamu Saka         |                   | Osamu Saka        |                     |                   |                  |                  |                  |                  |  |
| Omega            | Stati Uniti (bandiera) |                         | Andrew Kishino          |                    |                   |                   |                     |                   |                  |                  |                  |                  |  |
| Phase 4          | Giappone (bandiera)    |                         |                         |                    |                   |                   | Hōko Kuwashima      | Hōko Kuwashima    |                  |                  |                  |                  |  |
| Phase 4          | Stati Uniti (bandiera) | Lauren Landa            | Lauren Landa            |                    |                   |                   |                     |                   |                  |                  |                  |                  |  |
| Rachel           | Giappone (bandiera)    |                         |                         |                    |                   |                   | Michie Tomizawa     |                   |                  |                  |                  |                  |  |
| Rachel           | Stati Uniti (bandiera) |                         |                         |                    |                   |                   |                     |                   |                  |                  |                  |                  |  |
| Raidou           | Giappone (bandiera)    | Kōji Yada               |                         |                    |                   | Tetsu Inada       | Tetsu Inada         |                   |                  |                  |                  |                  |  |
| Raidou           | Stati Uniti (bandiera) |                         | Michael McConnohie      | Michael McConnohie |                   |                   |                     |                   |                  |                  |                  |                  |  |
| Rig              | Giappone (bandiera)    |                         |                         |                    |                   |                   | Hiroki Tōchi        | Hiroki Tōchi      |                  |                  |                  |                  |  |
| Rig              | Stati Uniti (bandiera) | Liam O'Brien            | Kyle Hebert             |                    |                   |                   |                     |                   |                  |                  |                  |                  |  |
| Ryu Hayabusa     | Giappone (bandiera)    | Hideyuki Hori           | Hideyuki Hori           | Hideyuki Hori      | Hideyuki Hori     | Hideyuki Hori     | Hideyuki Hori       | Hideyuki Hori     |                  |                  |                  |                  |  |
| Ryu Hayabusa     | Stati Uniti (bandiera) |                         |                         |                    |                   | Troy Baker        | Troy Baker          | Dave B. Mitchell  |                  |                  |                  |                  |  |
| Shiden           | Giappone (bandiera)    |                         |                         |                    |                   | Yukitoshi Hori    |                     |                   |                  |                  |                  |                  |  |
| Shiden           | Stati Uniti (bandiera) | Lloyd Sherr             |                         |                    |                   |                   |                     |                   |                  |                  |                  |                  |  |
| Tengu            | Giappone (bandiera)    |                         | Osamu Saka              |                    | Osamu Saka        | Osamu Saka        |                     |                   |                  |                  |                  |                  |  |
| Tengu            | Stati Uniti (bandiera) |                         | Joel Swetow             | Joel Swetow        |                   |                   |                     |                   |                  |                  |                  |                  |  |
| Tina             | Giappone (bandiera)    | Mami Koyama             | Yūko Nagashima          | Yūko Nagashima     | Yūko Nagashima    | Yūko Nagashima    | Yūko Nagashima      |                   | Yūko Nagashima   | Yūko Nagashima   | Yūko Nagashima   |                  |  |
| Tina             | Stati Uniti (bandiera) |                         |                         |                    |                   | Kate Higgins      | Kate Higgins        |                   | Kate Higgins     | Kate Higgins     |                  |                  |  |
| Zack             | Giappone (bandiera)    | Bin Shimada             | Bin Shimada             | Bin Shimada        | Bin Shimada       | Bin Shimada       | Bin Shimada         | Bin Shimada       | Bin Shimada      | Bin Shimada      | Bin Shimada      | Bin Shimada      |  |
| Zack             | Stati Uniti (bandiera) |                         |                         |                    |                   | Khary Payton      | Keith Silverstein   | Keith Silverstein | Dennis Rodman    | Khary Payton     | Khary Payton     |                  |  |
| Akira            | Giappone (bandiera)    |                         |                         |                    |                   |                   | Shin-ichiro Miki    |                   |                  |                  |                  |                  |  |
| Jacky            | Stati Uniti (bandiera) |                         |                         |                    |                   |                   | Eric Kelso          |                   |                  |                  |                  |                  |  |
| Mai              | Giappone (bandiera)    |                         |                         |                    |                   |                   | Ami Koshimizu       |                   |                  |                  |                  |                  |  |
| Naotora Ii       | Giappone (bandiera)    |                         |                         |                    |                   |                   | Yuka Saitō          |                   |                  |                  |                  |                  |  |
| Naotora Ii       | Stati Uniti (bandiera) |                         |                         |                    |                   |                   |                     |                   |                  |                  |                  |                  |  |
| Pai              | Giappone (bandiera)    |                         |                         |                    |                   |                   | Minami Takayama     |                   |                  |                  |                  |                  |  |
| Sarah            | Stati Uniti (bandiera) |                         |                         |                    |                   |                   | Lisle Wilkerson     |                   |                  |                  |                  |                  |  |
| Spartan-458      | Stati Uniti (bandiera) |                         |                         |                    | Lyssa Browne      |                   |                     |                   |                  |                  |                  |                  |  |
| Rio              | Giappone (bandiera)    |                         |                         |                    |                   |                   |                     |                   |                  |                  | Marina Inoue     |                  |  |
| Rio              | Stati Uniti (bandiera) | Ali Hillis              |                         |                    |                   |                   |                     |                   |                  |                  |                  |                  |  |
| Ayame            | Giappone (bandiera)    |                         | Hōko Kuwashima          |                    |                   | Hōko Kuwashima    |                     |                   |                  |                  |                  |                  |  |
| Ayame            | Stati Uniti (bandiera) |                         | Kari Wahlgren           |                    |                   |                   |                     |                   |                  |                  |                  |                  |  |
| Chen             | Giappone (bandiera)    |                         |                         | Bin Shimada        |                   |                   |                     |                   |                  |                  |                  |                  |  |
| Fame Douglas     | Giappone (bandiera)    |                         |                         |                    | Jōji Nakata       | Jōji Nakata       |                     |                   |                  |                  |                  |                  |  |
| Fame Douglas     | Stati Uniti (bandiera) | Richard Epcar           | Richard Epcar           |                    |                   |                   |                     |                   |                  |                  |                  |                  |  |
| Irene Lew        | Giappone (bandiera)    |                         |                         |                    |                   | Mariko Suzuki     |                     |                   |                  |                  |                  |                  |  |
| Irene Lew        | Stati Uniti (bandiera) | Amanda Troop            |                         |                    |                   |                   |                     |                   |                  |                  |                  |                  |  |
| Lauren           | Giappone (bandiera)    |                         | Yuka Koyama             |                    | Yuka Koyama       |                   |                     |                   |                  |                  |                  |                  |  |
| Lauren           | Stati Uniti (bandiera) |                         |                         |                    |                   |                   |                     |                   |                  |                  |                  |                  |  |
| Mei Lin          | Giappone (bandiera)    |                         |                         |                    | Yui Horie         | Yui Horie         |                     |                   |                  |                  |                  |                  |  |
| Miyako           | Giappone (bandiera)    |                         |                         |                    | Tomoko Fujino     |                   | Tomoko Fujino       |                   |                  |                  |                  |                  |  |
| Muramasa         | Giappone (bandiera)    |                         |                         |                    | Takeshi Aono      |                   | Bin Shimada         |                   |                  |                  |                  |                  |  |
| Muramasa         | Stati Uniti (bandiera) |                         |                         |                    |                   |                   |                     |                   |                  |                  |                  |                  |  |
| Niki             | Giappone (bandiera)    |                         |                         | Yuka Koyama        | Yuka Koyama       |                   |                     |                   | Yuka Koyama      | Yuka Koyama      | Yuka Koyama      |                  |  |
| Niki             | Stati Uniti (bandiera) |                         | Kari Wahlgren           |                    | Kari Wahlgren     | Kari Wahlgren     |                     |                   |                  |                  |                  |                  |  |
| Victor Donovan   | Giappone (bandiera)    |                         |                         |                    |                   | Moriya Endo       | Moriya Endo         |                   |                  |                  |                  |                  |  |
| Victor Donovan   | Stati Uniti (bandiera) | Grant George            |                         |                    |                   |                   |                     |                   |                  |                  |                  |                  |  |